# Mahammad Ketchatchioghlu
 (novembre 2021).
La mise en forme du texte ne suit pas les recommandations de Wikipédia : il faut le « wikifier ».
Les points d'amélioration suivants sont les cas les plus fréquents :
- Les titres sont pré-formatés par le logiciel. Ils ne sont ni en capitales, ni en gras.
- Le texte ne doit pas être écrit en capitales (les noms de famille non plus), ni en gras, ni en italique, ni en « petit »…
- Le gras n'est utilisé que pour surligner le titre de l'article dans l'introduction, une seule fois.
- L'italique est rarement utilisé : mots en langue étrangère, titres d'œuvres, noms de bateaux, etc.
- Les citations ne sont pas en italique mais en corps de texte normal. Elles sont entourées par des guillemets français : « et ».
- Les listes à puces sont à éviter, des paragraphes rédigés étant largement préférés. Les tableaux sont à réserver à la présentation de données structurées (résultats, etc.).
- Les appels de note de bas de page (petits chiffres en exposant, introduits par l'outil «  Source ») sont à placer entre la fin de phrase et le point final[comme ça].
- Les liens internes (vers d'autres articles de Wikipédia) sont à choisir avec parcimonie. Créez des liens vers des articles approfondissant le sujet. Les termes génériques sans rapport avec le sujet sont à éviter, ainsi que les répétitions de liens vers un même terme.
- Les liens externes sont à placer uniquement dans une section « Liens externes », à la fin de l'article. Ces liens sont à choisir avec parcimonie suivant les règles définies. Si un lien sert de source à l'article, son insertion dans le texte est à faire par les notes de bas de page.
- La présentation des références doit suivre les conventions bibliographiques. Il est recommandé d'utiliser les modèles {{Ouvrage}}, {{Chapitre}}, {{Article}}, {{Lien web}} et/ou {{Bibliographie}}. Le mode d'édition visuel peut mettre en forme automatiquement les références.
- Insérer une infobox (cadre d'informations à droite) n'est pas obligatoire pour parachever la mise en page.

Pour une aide détaillée, merci de consulter Aide:Wikification.
Si vous pensez que ces points ont été résolus, vous pouvez retirer ce bandeau et améliorer la mise en forme d'un autre article.
Mahammad Ketchatchioghlu (en azéri : de Məhəmməd Məşədi Xəlil oğlu, né en 1864 à Choucha et mort en 1940 à Guba) est un chanteur de mugham azéri.

## Début
Il apprend l'art du chant à l'école de Harrat Gulu à Choucha et auprès du célèbre chanteur Machadi Isi. Avec d'autres représentants éminents de l'école du Karabakh, il développé l'art du mugam dans son travail, répandant la renommée du mugam azerbaïdjanais. Son répertoire comprenait des mughams classiques, des tasnifs et des chansons folkloriques. Le chanteur, qui a un large éventail de voix fortes et sonores, chante habilement tous les types de mugam.
Mahammad Ketchatchioghlu est un chanteur exigeant et infatigable. Avec ses mugams tels que Zamin-Khara et Humayun, il captive le public et l'émerveille avec sa performance unique. Kechachioghlu Mahammad chante des mughams classiques, ainsi que des mughams Nava, Mahur et Bayati-Gadjar de manière originale. En même temps, il est surtout connu comme propagandiste de comptines et de mughams.

### Enregistrements
Il vient travailler à Bakou en 1904, se produisant avec des musiciens tels que Gurban Primov et Mashadi Zeynal lors de festivals de musique et de mariages, ainsi que lors de concerts orientaux.
Un certain nombre de mughams, de tasnifs et de chansons folkloriques interprétées par lui sont enregistrés sur un gramophone en 1912 par Sport-Record (Varsovie) et en 1914 par Extrafon (Kiev). Ici, Ketchatchi oghlu Mahammad chante des mugams  Rahab, Shahnaz , Tchoban bayati, Heyrati, Karabakh shikestasi. Parallèlement, il enregistre quelques tasnifs. En particulier, sa composition Leyli devient très populaire.

### Popularité
Le chanteur  gagne l'amour du peuple avec ses performances lors de concerts orientaux. Ses performances avec Jabbar Qaryaghdi oghlu sont particulièrement populaires quand ils chantent des scènes du poème de Fuzuli Leyli et Madjnun en duo. Le chanteur faisait des tournées. En plus du chant, il était également engagé dans des activités pédagogiques.
Mahammad Kechachioglu consacré toute son énergie et ses connaissances au développement de notre culture musicale. En 1926, à l'initiative d'Uzeyir Hadjibeyov, Kechachioglu Mahammad est invité à l'ADC. Il élève ici de nombreux chanteurs azerbaïdjanais célèbres.
Mahammad Ketchatchioghlu a joué un rôle important dans le développement de la culture musicale azerbaïdjanaise.